# Jezioro Czchowskie
Jezioro Czchowskie (Czchowski Zbiornik Wodny) – zbiornik retencyjny w województwie małopolskim, powstały w wyniku spiętrzenia rzeki Dunajec na zaporze wodnej w Czchowie.
Wybudowana w Rożnowie elektrownia wodna Rożnów jest siłownią typu szczytowego, uruchamianą w godzinach największego zapotrzebowania na energię elektryczną. Dla uniknięcia wahań poziomu wody poniżej zapory i nadmiernej w związku z tym erozji brzegów Dunajca rozpoczęto w 1938 r. w Czchowie budowę zapory i zbiornika wyrównawczego dla Jeziora Rożnowskiego, którą ukończono w 1948 r. Zapora betonowa ma 16 m wysokości, a w jej korpus wmontowano turbiny elektrowni wodnej Czchów. Montaż urządzeń energetycznych w Czchowie został całkowicie zakończony dopiero w 1954 r. 
Zespół zbiorników wodnych Rożnów-Czchów jest jednym z głównych elementów zagospodarowania zasobów wód dorzecza Dunajca. Podstawowe funkcje zespołu zbiorników to:
- przeciwpowodziowa (polega na wyrównaniu przepływów i ochronie dna dolin przed powodziami, zmniejszenie fali powodziowej Dunajca i Wisły),
- energetyczna (wykorzystanie wody do produkcji energii elektrycznej oraz regulowanie dobowych wahań przepływów, wywołanych pracą elektrowni Rożnów),
- zaopatrzenia w wodę,
- rekreacyjna i turystyczna,
- żeglugowa (wyrównując przepływy zbiorniki umożliwiają spływ na Dunajcu i żeglugę na Wiśle poniżej ujścia Dunajca).

## Opis
Jezioro Czchowskie zaczyna się powyżej wsi Tropie, czyli 4 km powyżej zapory. Jego szerokość wynosi 750 m.
Jezioro ma kształt wydłużony w kierunku północno-wschodnim, jego linia brzegowa jest słabo rozwinięta, brzegi ma strome i zalesione. Cofka zbiornika zajmuje obszar ujściowy Łososiny i jest mniej zabagniona niż cofka Jeziora Rożnowskiego. Obrzeże Jeziora Czchowskiego pełni funkcje turystyczno-rekreacyjne.

## Dane zbiornika wodnego
- Powierzchnia - 346 ha
- Długość zlewni - 9 km
- Długość linii brzegowej - 23 km
- Głębokość max - 9,5 m
- Pojemność - 12 mln m³